# Балкон (фильм, 1963)
«Балкон» (англ. The Balcony) — кинематографическая адаптация пьесы Жана Жене «Балкон» режиссёра Джозефа Стрика, вышедшая на экраны в 1963 году. В фильме снимались Шелли Уинтерс, Питер Фальк, Ли Грант и Леонард Нимой. Оператор картины Джордж Дж. Фолси был номинирован на премию Американской киноакадемии за лучшую операторскую работу. Сценарист Бен Мэддоу был номинирован на премию Гильдии писателей Америки. Над фильмом также работали фотограф Элен Левитт в качестве помощника режиссёра и Верна Филдс, который впоследствии выиграл Оскар за Лучший монтаж звука в триллере «Челюсти». Премьера картины в мире — 21 марта 1963 года.
Сразу после выхода фильм был негативно оценен критиком «New York Times» Босли Краузером и положительно оценен журналом «Variety».

## Сюжет
Мадам Ирма (Шелли Уинтерс) — элитная проститутка в публичном доме (бывшей киностудии), где богатые господа реализуют свои самые тайные эротические желания и предаются развратным утехам, не обращая внимания на творящийся в стране ужас революции. Владелец бензоколонки играет епископа, который возбуждается, сексуально наказывая грешную женщину. Молочник представляет себя генералом, который рассматривает женщин как лошадей. Бухгалтер действует как если бы он был судья, который занимается рассмотрением случая воровки. Когда её старый друг и клиент начальник полиции (Питер Фальк) предлагает ей выступить в качестве двойника королевы, дабы утихомирить разъярённую толпу и прекратить мятежи, она соглашается, прихватив вместе с собой троих клиентов…

## В ролях
| Актёр           | Роль              |
| --------------- | ----------------- |
| Шелли Уинтерс   | Ирма              |
| Питер Фальк     | начальник полиции |
| Ли Грант        | Кармен            |
| Руби Ди         | воровка           |
| Леонард Нимой   | Роджер            |
| Питер Брокко    | судья             |
| Джойс Джеймисон | кающаяся грешница |
| Джефф Кори      | епископ           |
| Арнетт Дженс    | лошадка           |
| Кент Смит       | генерал           |